# Sagitário
Sagitário (♐) é o nono signo astrológico do zodíaco, situado entre Escorpião e Capricórnio e associado à constelação de Sagittarius. Seu símbolo é o centauro. Forma com Áries e Leão a triplicidade dos signos do Fogo. É também um dos quatro signos mutáveis, juntamente com Gêmeos, Virgem e Peixes. Com pequenas variações nas datas dependendo do ano, os sagitarianos e sagitarianas são as pessoas nascidas entre 22 de novembro e 
21 de dezembro.

## Mitologia grega

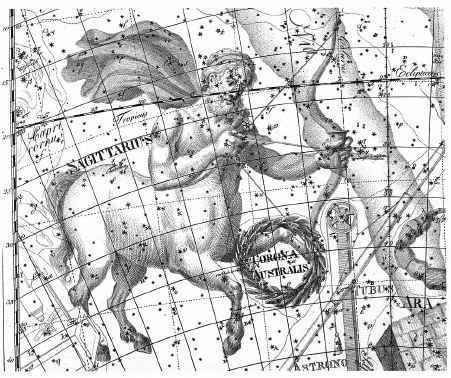
De Uranographia, de Johann Elert Bode.

Na Grécia Antiga, esta constelação era chamada de O Arqueiro, e alguns a chamavam de Centauro, porém, segundo Higino, de forma incorreta, pois os centauros não usavam arcos. Outro mistério é porque esta constelação era representada com um corpo de cavalo, mas com cauda de sátiro e asas de anjo. Uma possibilidade é pela ascendência em capricórnio, sendo híbridos vindo do céu.
Alguns diziam que a constelação era Croto, filho da babá das Musas, Eupheme. De acordo com Sositeu, um escritor de tragédias, o Crocodilo vivia no Monte Helicão e gostava da companhia das Musas, e da caça. Ele ganhou fama como caçador, e as Musas pediram a Júpiter que o representasse em um grupo de estrelas, o que foi feito. Como ele queria mostrar todas suas habilidades em um único corpo, ele foi representado com um corpo de cavalo, porque ele gostava de cavalgar. O arco foi adicionado para mostrar sua habilidade, a cauda de sátiro porque as Musas tinham tanto gosto por Croto quanto Liber tinha com os sátiros e asas de anjos pois ele amava o céu. Diante dos seus pés estão estrelas arrumadas como um círculo, que alguns  dizem ser uma guirlanda.